# 308 (số)
308 (ba trăm linh tám) là một số tự nhiên ngay sau 307 và ngay trước 309.